# 电动车窗

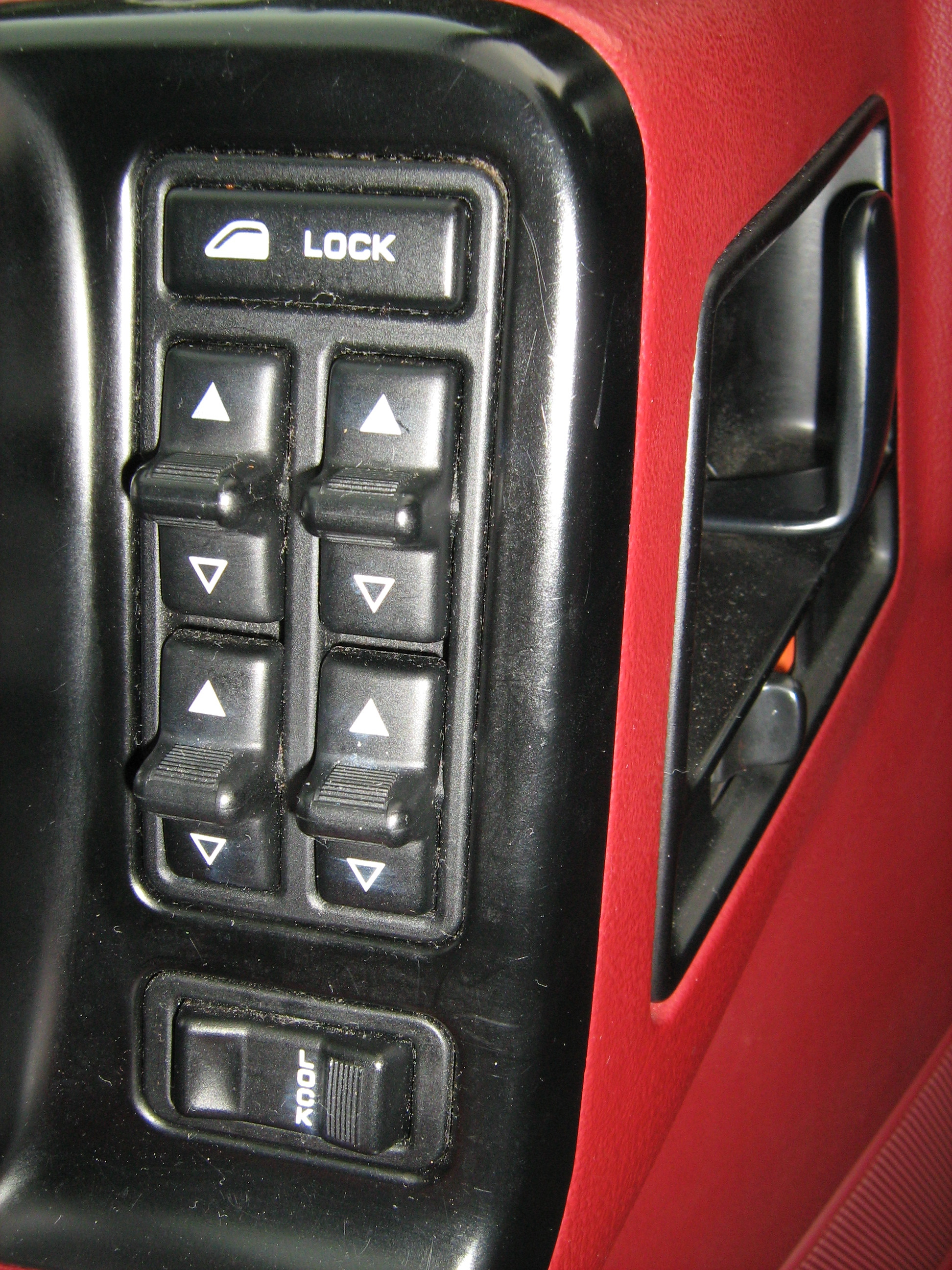
1993款吉普大切諾基上的电动车窗开关

电动车窗是通过按下按钮来升降的汽车车窗。首款搭载电动车窗的车型是1940年秋由帕卡德（Packard）推出的的帕卡德180。

## 安全问题
在发生了多起儿童颈部被卡住导致窒息死亡的事故后，电动车窗受到关注。有些电动车窗的开关在扶手上，当儿童在车内攀爬并将头伸出窗外时可能会意外触发开关。为防止此类情况发生，许多车型都配备了由驾驶员控制的锁定开关，防止后座乘客（通常是较小的儿童）意外触发开关。